# Cratere Anguta
Anguta è un cratere sulla superficie di Rea.